# Dorothea Ulmer-Stichel
Dorothea Ulmer-Stichel, auch Dörthe Ulmer-Stichel, (* 2. Dezember 1888 in Buenos Aires; † nach 1948) war eine deutsche Malerin, Grafikerin und Schriftstellerin.

## Leben
Dorothea Stichel wurde 1888 in Buenos Aires geboren. Sie kam im Jahr 1900 nach Deutschland, wo sie in Hamburg und an der Königlichen Kunstschule zu Berlin studierte. Sie heiratete den aus Braunschweig stammenden Maler und Zeichner Karl Ulmer, mit dem sie von 1924 bis 1940 in Blankenburg im Freistaat Braunschweig lebte. Ihre Tätigkeit als Malerin musste sie aufgeben, nachdem sie infolge einer Infektion den rechten Arm verloren hatte. Nachfolgend entdeckte und entwickelte sie ihr erzählerisches Talent. Nach dem Tod ihres Ehemanns lebte sie von 1943 bis 1949 in Schafhausen in Oberbayern.
Ulmer-Stichel hat die katholische Kirche St. Josef in Blankenburg ausgemalt. Ihre Venezianischen Legendchen, handelnd „vom Christkind und der heiligen Nacht“, versah sie mit eigenhändigen Randzeichnungen.

## Schriften (Auswahl)
- Jorullo, Erzählungen, Regensburg 1930.
- Die unbekannte Heilige, Roman, Regensburg 1931.
- Venezianische Legendchen, 1932.
- Die Frau aus Montau. Das Leben der Dorothea Swartze, Roman, 1933.
- Der Totentanz des Mont-Pelé, Novellen, 1934.
- Der Zauberlehrling, 2 Erzählungen, Trier 1935.
- Die Rosen Unserer lieben Frau, Erzählung, 1936.
- Norbert von Xanten, Roman, 1940.
- Die Mütter, Roman, 1942.
- Das Kind mit den zwei Müttern, Erzählungen, 1948.
- Carlo Borromeo, Roman, 1949.
- Die Freiheitsfreunde, Roman, 1950.
- Die Heimat wandert mit – ein argentinischer Roman, 1950.
- Roswitha von Gandersheim, Roman, 1957.